# Lones Wigger
Lones  Wesley Wigger Jr. (* 15. August 1937 in Great Falls (Montana); † 14. Dezember 2017 in Colorado Springs) war ein US-amerikanischer Sportschütze.
Wigger wuchs auf einer Farm in Montana auf und lernte von seinem Vater im Alter von zehn Jahren das Schießen mit dem Kleinkalibergewehr. Nach dem Schulabschluss trat er in die amerikanische Armee ein und konnte nach acht Monaten die Offizierslaufbahn einschlagen. Er wurde nach Fort Benning in Georgia versetzt und dort der Scharfschützeneinheit zugeteilt, in der er sein Training intensivieren konnte.
Nach dem Gewinn der Silbermedaille bei den Panamerikanischen Spielen 1963 verließ Wigger die Armee und ging zurück nach Montana, wo er ein Studium begann. Doch schon nach sechs Monaten überzeugte ihn die Armee, wieder zum aktiven Dienst zurückzukehren und teilte ihn erneut der Scharfschützeneinheit in Fort Benning zu.
Anfang 1964 besuchte Wigger bei einem Trainingsaufenthalt in Europa die Fabrik des deutschen Waffenherstellers J. G. Anschütz in Ulm und kaufte sich ein eigenes Gewehr. Mit dieser Waffe konnte er sich für das amerikanische Olympiateam für die Olympischen Sommerspiele 1964 in Tokio qualifizieren. Bei den Spielen gewann er anschließend die Goldmedaille im Kleinkaliber-Dreistellungskampf und die Silbermedaille in der Disziplin Kleinkaliber liegend.
In den Jahren 1967 und 1971 nahm Wigger zweimal am Vietnamkrieg teil. Bei den Olympischen Sommerspielen 1968 in Mexiko-Stadt gehörte er erneut zum amerikanischen Team, konnte im Kleinkaliber-Liegendkampf aber nur den 25. Platz belegen.
Bei den Olympischen Sommerspielen 1972 in München wurde Wigger Olympiasieger in der Disziplin Freies Gewehr. Da diese Disziplin nach München aus dem olympischen Programm gestrichen wurde, ist Wigger somit der letzte Olympiasieger in diesem Wettbewerb.
Lones Wigger schied im Range eines Lt. Colonel aus der Armee aus.
Seine Tochter Deena war Mitglied der amerikanischen Schützenmannschaft bei den Olympischen Sommerspielen 1988 in Seoul und sein Sohn Ron ist Trainer der Schützen der United States Military Academy in West-Point.
Lones Wigger starb am Abend des 14. Dezembers 2017 im Alter von 80 Jahren an den Folgen einer Bauchspeicheldrüsenkrebs-Erkrankung.